# Karma Tenkyong Wangpo
Karma Tenkyong Wangpo (en tibetano: ཀརྨ་བསྟན་སྐྱོང་དབང་པོ་, wylie: kar ma bstan skyong dbang po, THL: Karma Tenkyong Wangpo) fue un desi (སྡེ་སྲིད, sde srid, regente del Tíbet) o rey  de Tsang (parte occidental del Tíbet central) de la dinastía Tsangpa, nacido en 1606 y muerto en 1642, reinando en Samdrubtse (Shigatse desde el siglo XVII  hasta 2014 ) desde 1620.. hasta finales de 1642, año de su derrota a manos de las tropas mongolas qoshots de Güshi Khan. Su muerte marca el final del período Phagmodrupa (1351 - 1642) e inaugura el llamado período Ganden Phodrang (1642 - 1959) en la cronología del Tíbet.

## Biografía
Karma Tenkyong Wangpo, nacido en 1606, fue hijo de Karma Phuntsok Namgyal (ཀར་མ་ཕུན་ཚོགས་རྣམྒྱལ་, Kar-ma Phun-tshogs Rnam-rgyal), rey de Tsang. Se le considera una encarnación de Chakna Dorje (Vajrapani, el protector y guía de Buda).
Tras la muerte de Yonten Gyatso, cuarto dalái lama, nieto del kan mongol tumed, Altan Kan, surgieron conflictos armados entre los Karampa y los Gelugpa durante su reinado. Estaba a favor de las escuelas Karmapa (bonete negro) y Shamarpa (bonete rojo).
Durante el año del dragón de metal (1609), la jerarquía de Karma(pa) nombró a su padre (Karma) Phuntshog Namgyal, Karma Tankyong Wangpo, y luego dirigió el ejército de Tsang a la región de Ü, pero viendo que los jinetes mongoles habían venido a proteger a la iglesia de los bonetes amarillos, se rindieron por miedo.
Tomó el título de regente de Tsang en 1620, sucediendo a su padre, Karma Phuntsok Namgyal.
Se apoderó de Lhasa, capital de la Ü, entre 1630 y 1636.
El rey de Beri, Donyo Dorje, que seguía la religión bön (chamanismo tibetano), y era como Langdarma (el último gobernante del Imperio tibetano), un gran enemigo del budismo y había destruido todas las instituciones budistas de los bonetes rojos y bonetes amarillos y en Kham. Estaba a punto de salir con un gran ejército para conquistar el Tíbet central, pero fue en este punto que las tropas mongolas qoshot de Güshi Khan llegaron a Kham.
Fue derrotado en el Fuerte Shimbatsé (el centro urbano de la actual ciudad del distrito de Shigatse). Alrededor de 1642, Tardongpa al frente de las tropas mongolas qoshot de Güshi Khan, partidario del palacio de Ganden Phodrang (sede del dalái lama), invadió la llanura, el rey Karma Tenkyong Wangpo y las fuerzas reales se refugiaron en la fortaleza. Ngawang Lobsang Gyatso, el quinto dalái lama, declaró entonces que ya no quería estar bajo el poder del rey de Tsang, sino solo de los qoshots. Las tropas mongolas salieron victoriosas del asedio a finales de 1642.
Güshi Khan dio la orden de ejecutar a Karma Tenkyong junto con sus ministros, Dronyer Bongongong y Gangzukpa. El exlíder fue condenado a muerte por el llamado ko-thumgyab-pa, que está reservado para la gente de la alta sociedad en el Tíbet. Lo metieron en una bolsa de piel de buey y lo arrojaron al río Tsangpo cerca de Neu.